# Pseudocyclosorus furcatovenulosus
Pseudocyclosorus furcatovenulosus är en kärrbräkenväxtart som beskrevs av Y. X. Lin. Pseudocyclosorus furcatovenulosus ingår i släktet Pseudocyclosorus och familjen Thelypteridaceae. Inga underarter finns listade.